# 忠一路
忠一路是台灣基隆市市中心的主要道路之一，位於仁愛區，屬於市區道路，不分段，全線緊鄰基隆海洋廣場。西端為中山一路；東端與仁二路直通（但仁二路為西向單行道，因此東行車只能右轉愛一路或左轉東岸高架道路下往仁一路或中正路），兩路間以中山高東岸高架道路為分界。其車道配置為中山一路至孝二路為雙向六線道，孝二路至東岸高架橋為西行五車道及東行二車道，路寬32.7公尺為全市最寬。

## 概況

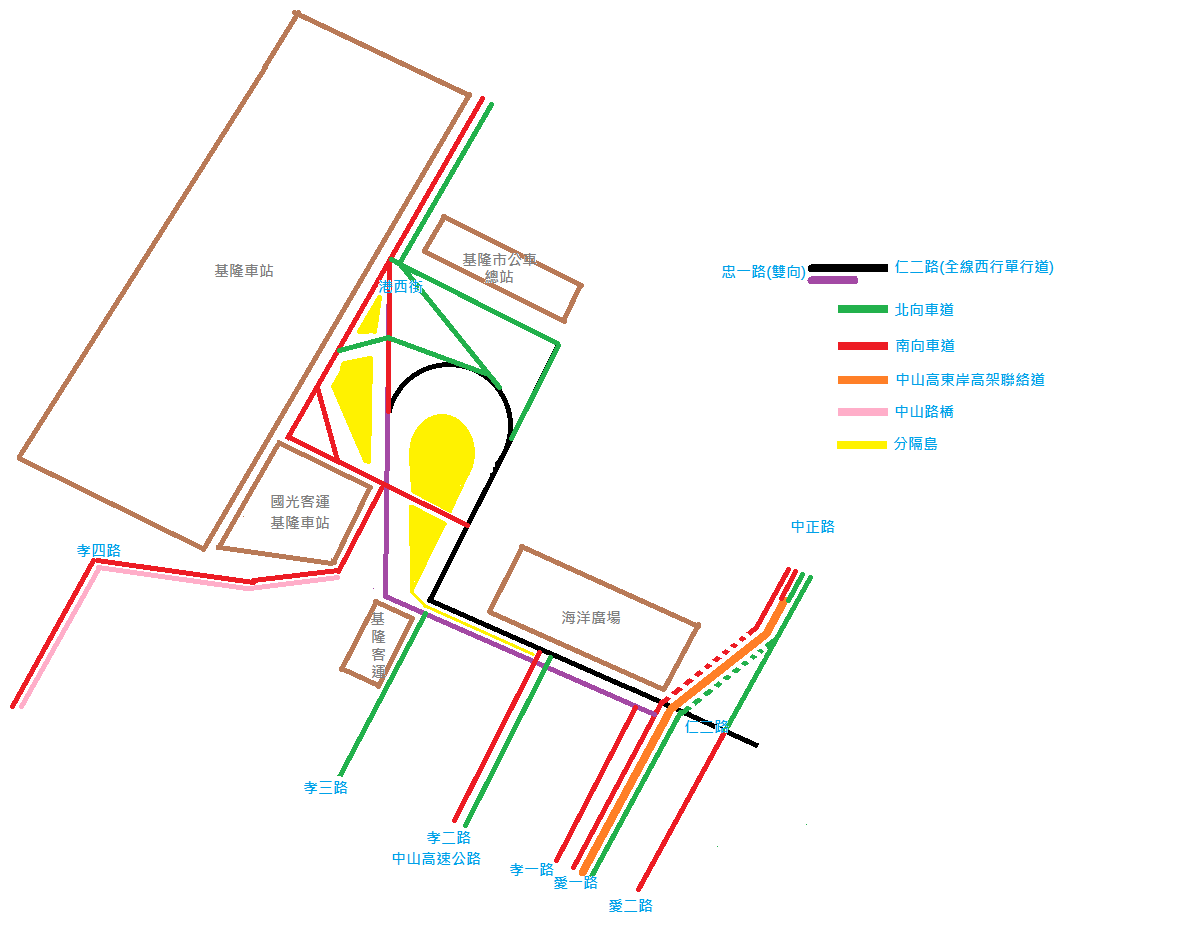
忠一路示意圖

忠一路為基隆市區最重要之道路，全線為台2線及台5線，連接基隆港東西兩岸，中山高基隆端也直指至本路。本路為雙向六線道，孝二路以西為雙向各三線道，孝二路以東則為西向四線道、東向兩線道。所有公車路線進入基隆市區，皆經由忠一路及基隆車站前圓環進行返程或回站。
忠一路原無行人穿越道，近年在孝二路東側國泰世華銀行基隆分行前規劃行人穿越道，於孝二路北向綠燈時同時行走；原橫跨忠一路、連接基隆海洋廣場與對面親民大樓及至善大樓之「中央獅子橋」，於2011年4月拆除。

## 沿線設施
（由西到東）
- 中山一路
- 孝四路及港西街
  - 基隆海洋廣場
  - 仁祥醫院/基隆客運忠一路候車亭
  - 溫莎堡烘焙坊忠一店
- 孝三路及基一信橋
  - 年青人眼鏡
  - 橘子工坊
  - 巨匠電腦基隆校
  - 50嵐
  - 光南大批發基隆店 / 基隆市公車忠一路站
  - 遠傳電信
  - 屈臣氏
  - 基隆城隍廟

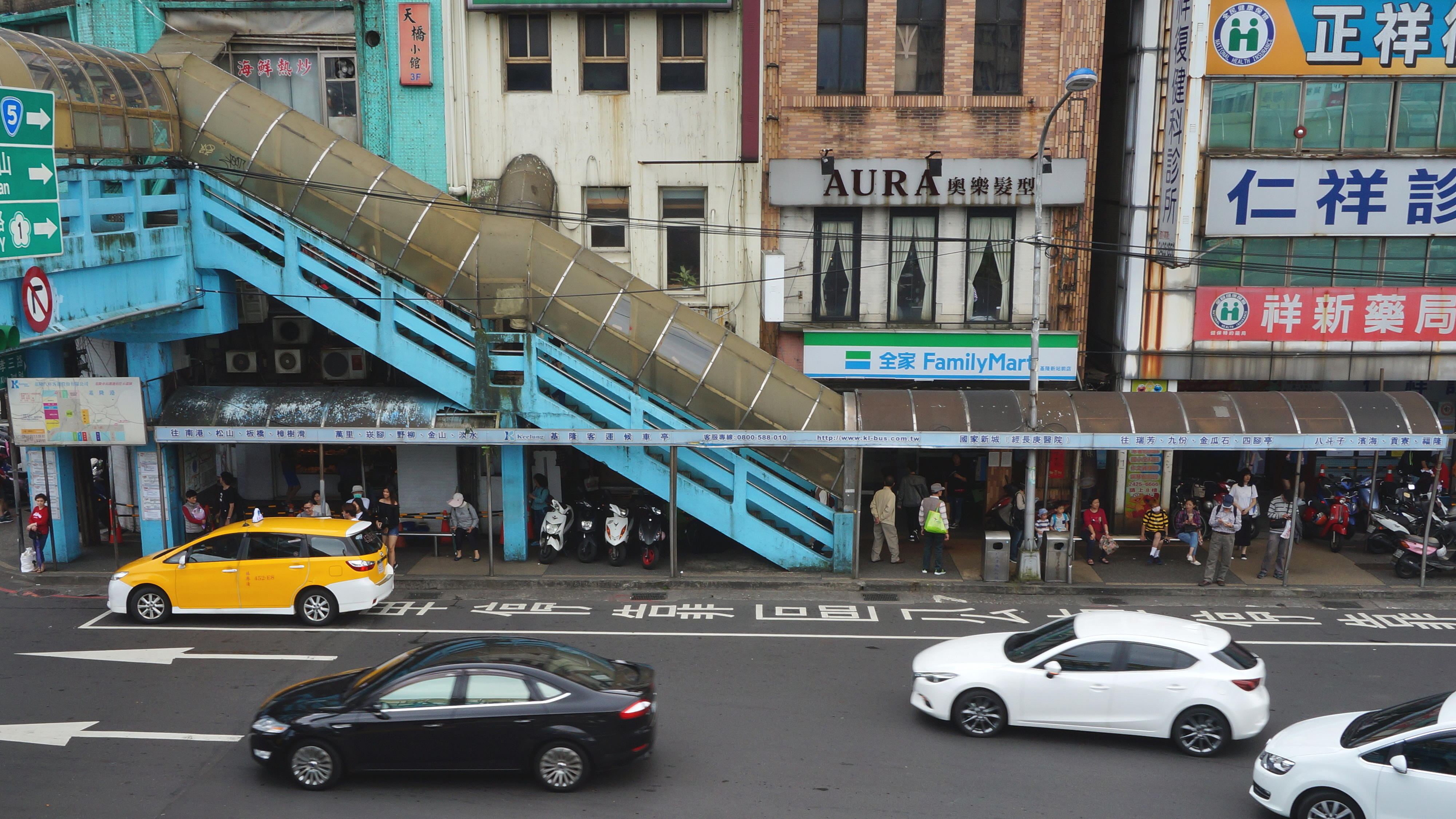
基隆客運忠一路候車亭

- 孝二路（往中山高速公路基隆端）/有人行地下道
  - 國泰世華銀行基隆分行
  - 基隆市公車忠一路孝一路口
  - 綠精靈休閒食品
- 孝一路
  - 明德大樓
- 愛一路及中正路